# 紫燕食品

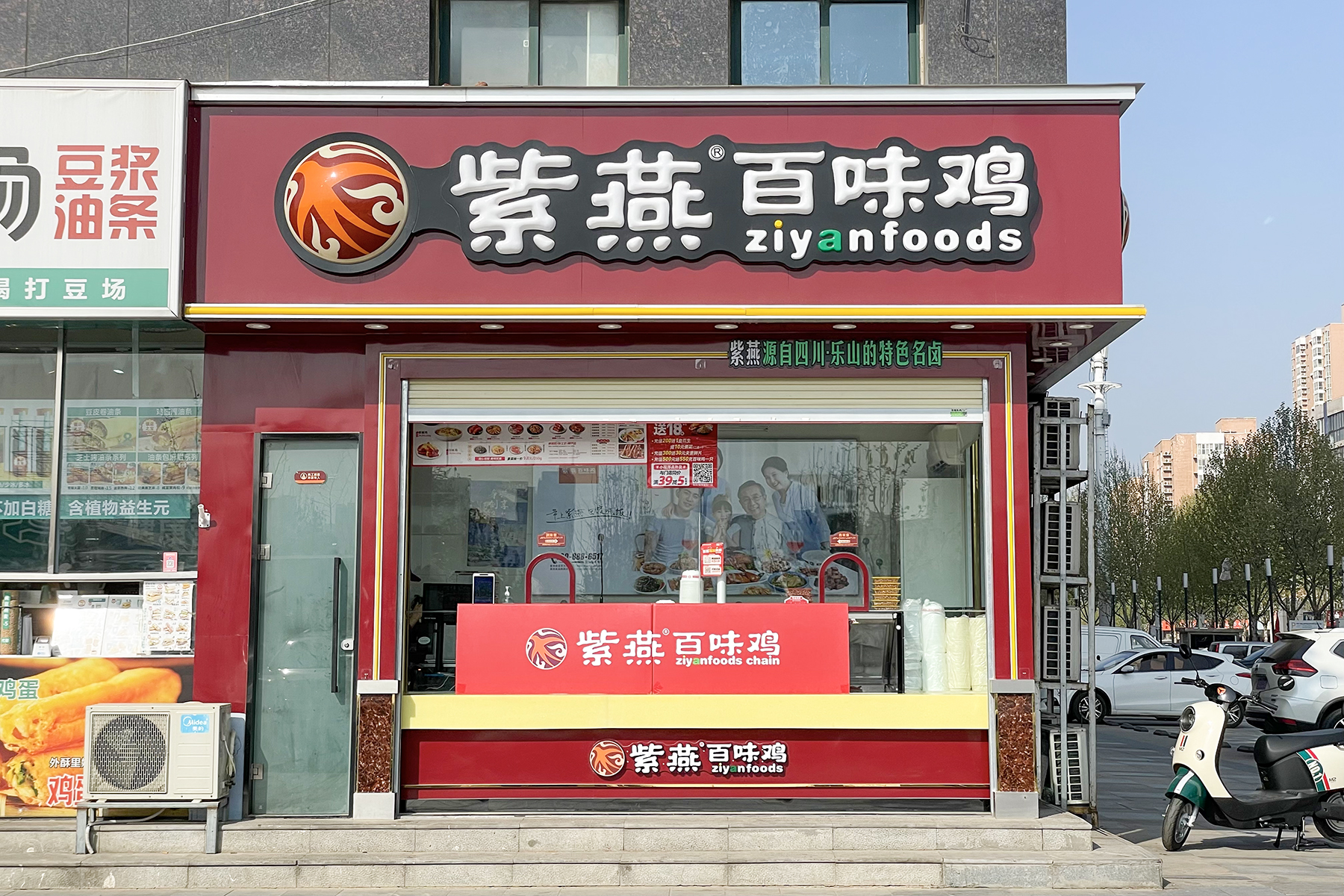
位于郑州市的一家紫燕百味鸡门店

上海紫燕食品股份有限公司（上交所：603057，简称：紫燕食品）是中華人民共和國一家卤制食品生產公司，也是一家家族式企业，其产品有夫妻肺片、紫燕百味鸡、藤椒鸡等。

## 历史
紫燕食品成立於2000年6月。2021年8月，上海紫燕食品股份有限公司递交IPO招股书，準備在上交所主板上市。2022年9月5日，公司签署了招股意向书，预计9月15日发行股票，保荐人为广发证券股份有限公司。紫燕食品在招股书中，披露了两次处罚情况，另外黑猫投诉平台上也有多条针对紫燕百味鸡的投诉。中國新聞網旗下的中新经纬也表示，紫燕食品的毛利率水平明显低于周黑鸭、绝味食品、煌上煌。

## 外部連結
- 官方网站